# Chenorhamphus
Chenorhamphus és un gènere d'ocells de la família dels malúrids (Maluridae).

## Taxonomia
Segons la Classificació del Congrés Ornitològic Internacional (versió 14.2, 2024) aquest gènere està format per dues espècies:
- Chenorhamphus grayi - malur becample[4]
- Chenorhamphus campbelli - malur de Campbell[5]